# Toshima
Toshima (jap. 豊島区 Toshima-ku) – jeden z 23 specjalnych okręgów (dzielnic) japońskiej stolicy, Tokio. Ma powierzchnię 13,01 km². W 2020 r. mieszkało w nim 302 098 osób, w 183 801 gospodarstwach domowych  (w 2010 r. 284 768 osób, w 166 779 gospodarstwach domowych).